# Modernita a holocaust
Modernita a holocaust je označení, které bylo poprvé použito polským sociologem židovského původu Zygmuntem Baumanem ve stejnojmenné knize (anglický originál Modernity and The Holocaust) z roku 1989. Pojednává o propojenosti moderní společnosti a fenoménu kategoriálních vražd z pohledu sociologie. Je kritikou dosavadní snahy o jasné vymezení holocaustu. Bauman na holocaust nepoukazuje jako na ojedinělou záležitost, ale spíše ho předkládá jako příklad kategoriální vraždy na základě všeobecné povědomosti o tomto tématu.

## Kniha

### Byrokracie jako podmínka
Holokaust je v této knize představen jako důsledek absolutního racionálního smýšlení moderní společnosti. Podle Baumana se jedná o vývojovou odchylku byrokratického aparátu moderní společnosti, která převedla tovární zpracování komodit na tovární zpracování (likvidaci) lidí. Poukazuje na výdobytky moderní společnosti, jako například technický výkon průmyslové společnosti či organizace byrokratického aparátu, které byly nezbytnými podmínkami v uskutečnění plánu „juden frei“ (nacistický termín označující vyčištění od Židů). 
Dalším velmi kontroverzním tématem této knihy byla prezentace názorů mnohých sociologů, že plán na likvidaci Židů byl pouze racionálním řešením moderní společnosti. Bauman tak poukazuje na nebezpečí aplikace absolutní racionality ve společnosti, kde dochází k oproštění od emocionálních vazeb, což zčásti odporuje často představovanému schématu o hlubokém antisemitismu v Německu v první polovině 20. století. Při bližších průzkumech bylo dokonce zjištěno, že antisemitismus byl mnohem silnější například ve Francii.  

### Všeobecné vnímání holocaustu a zásadnost Baumanova pojetí
Převratným (šokujícím) znakem této knihy je Baumanovo pojetí holocaustu jako přirozeného důsledku vývoje moderní společnosti a aplikace byrokracie do celkového procesu. Na druhé straně je holocaust většinou autorů popisován pouze jako jedinečný, neopakovatelný fenomén. Je všeobecně brán za „exces“ lidského jednání, či za důsledek konání jediného psychicky narušeného člověka.
Dle Baumana holocaust ukázal neefektivnost všech pojistek a zábran, které by měly fungovat ve společnosti, aby ji chránily před násilím a omezovaly moc státu a jeho institucí. To, co holocaust odlišuje od ostatních genocid, je to, že se zcela odpoutal od spontánnosti a stal se racionálně řízenou činností.
Dále uvádí holocaust jako metodu sociálního inženýrství, kde dochází k aplikaci eugeniky v obrovském měřítku ve snaze vytvořit dokonalý árijský národ.

### Faktory přispívající k přeměně na pachatele kategoriálních vražd
Bauman zároveň uvádí několik faktorů, které přetvářely obyčejné německé občany na pachatele kategoriálních vražd:
- násilí schváleno autoritou
- vražda jako rutinní činnost
- oběti násilí byly dehumanizovány[4]

Za další aspekty pokládá zprostředkované jednání. Bylo jen velmi málo lidí aktivně se podílejících na obsluhování pecí či působících jako stráž v koncentračních táborech. Většina Němců byla zaměstnána v administrativě nebo vývoji techniky. Pro Němce k dehumanizaci Židů stačilo odebrání jejich občanských práv nebo antisemitská rétorika. Tímto způsobem se staly z lidí pouhá čísla.

### Závěr knihy
V závěru knihy se Bauman zabývá tím, že během holocaustu na Židy nikdo neuplatňoval morální normy. Bauman tvrdí, že socializace spočívá ve schopnosti manipulace s morálkou. Během rodinného života tak Němci mohli jednat v rámci morálních zásad, avšak během vykonávání své práce se od morálky zcela oprostili. To bylo způsobeno tím jednáním, že sledovali cíle vyšší byrokratické moci a nemohli se z této spirály činností dostat ven. Bauman dochází k závěru, že holocaust by nemohl proběhnout bez působení moderní společnosti a že právě modernita se o tuto genocidu postarala.

## Názory dalších historiků
Jiný pohled na holocaust zastává historik Jehuda Bauer ve své knize Úvahy o holocaustu. Bauman nevýslovně říká, přesto ale soudí, že oním skrytým mechanismem, který působí, aby lidé v něco věřili, a aby svou víru využili jako nástroj, je modernita. Proti tomuto však vystupuje Bauer: „Bauman připouští možnost existence demokratických nebo pluralistických modernit. Je-li tu však taková možnost, pak otázku, proč vznikají diktatury ovládané ideologicky posedlými elitami, nelze vysvětlit modernitou jako takovou.“ Bauer si dále klade otázku, proč když je například USA a Velká Británie neméně moderní než Německo, proč právě zde vznikl Hitlerův režim, a došlo k vraždění Židů. Dodává, že zde musíme hledat jiné faktory.
Historik Moishe Postone pro změnu poukazuje, že moderní antisemitismus je zcela odlišný od většiny forem rasismu a křesťanského antisemitismu. Liší se, protože se týká všech příslušníků judaismu. Je to způsobeno formou socializace v době kapitalismu, protože ta umožňuje všechny od sebe rozeznat. Podle Postona je Žid viděn jako postava, která ztělesňuje hodnotu – kapitál a koncentrační tábor jako „továrna“, kde je tato hodnota ničena.